# ترکمان بارح
ترکمان بارح (به عربی: ترکمان بارح) یک روستا در سوریه است که در ناحیه اخترین واقع شده‌است. ترکمان بارح ۱٬۵۳۷ نفر جمعیت دارد.